# Österreich-Rundfahrt 2011
L'Österreich-Rundfahrt 2011, sessantatreesima edizione della corsa, si svolse dal 3 al 10 luglio su un percorso di 1144 km ripartiti in 8 tappe, con partenza da Dornbirn e arrivo a Vienna. Fu vinto dallo svedese Fredrik Kessiakoff della Astana Pro Team davanti al ceco Leopold König e allo spagnolo Carlos Sastre.

## Tappe
| Tappa  | Data      | Percorso                                                  | km    | Vincitore di tappa | Leader cl. generale |
| ------ | --------- | --------------------------------------------------------- | ----- | ------------------ | ------------------- |
| 1ª     | 3 luglio  | Dornbirn > Götzis                                         | 147,8 | Robert Hunter      | Robert Hunter       |
| 2ª     | 4 luglio  | Innsbruck > Horn                                          | 158,2 | Fredrik Kessiakoff | Fredrik Kessiakoff  |
| 3ª     | 5 luglio  | Kitzbühel > Prägraten                                     | 173,9 | Jens Keukeleire    | Fredrik Kessiakoff  |
| 4ª     | 6 luglio  | Matrei in Osttirol > St. Johann/Alpendorf                 | 199,5 | Alexandre Geniez   | Fredrik Kessiakoff  |
| 5ª     | 7 luglio  | St. Johann/Alpendorf > Schladming                         | 157,2 | Ian Stannard       | Fredrik Kessiakoff  |
| 6ª     | 8 luglio  | Hainburg an der Donau > Bruck an der Leitha               | 155   | Greg Van Avermaet  | Fredrik Kessiakoff  |
| 7ª     | 9 luglio  | Podersdorf am See > Podersdorf am See (cron. individuale) | 30,1  | Bert Grabsch       | Fredrik Kessiakoff  |
| 8ª     | 10 luglio | Podersdorf am See > Vienna                                | 122,8 | Daniele Bennati    | Fredrik Kessiakoff  |
| Totale | Totale    | Totale                                                    | 1144  |                    |                     |

## Dettagli delle tappe

### 1ª tappa
- 3 luglio: Dornbirn > Götzis – 147,8 km

| Pos. | Corridore       | Squadra       | Tempo    |
| ---- | --------------- | ------------- | -------- |
| 1    | Robert Hunter   | RadioShack    | 3h16'34" |
| 2    | Chris Sutton    | Sky           | s.t.     |
| 3    | Roberto Ferrari | Androni Gioc. | s.t.     |

| Pos. | Corridore       | Squadra       | Tempo    |
| ---- | --------------- | ------------- | -------- |
| 1    | Robert Hunter   | RadioShack    | 3h16'24" |
| 2    | Chris Sutton    | Sky           | a 4"     |
| 3    | Roberto Ferrari | Androni Gioc. | a 6"     |

### 2ª tappa
- 4 luglio: Innsbruck > Horn – 158,2 km

| Pos. | Corridore          | Squadra | Tempo    |
| ---- | ------------------ | ------- | -------- |
| 1    | Fredrik Kessiakoff | Astana  | 3h50'11" |
| 2    | Mauro Santambrogio | BMC     | a 1'14"  |
| 3    | Leopold König      | NetApp  | a 1'19"  |

| Pos. | Corridore          | Squadra | Tempo    |
| ---- | ------------------ | ------- | -------- |
| 1    | Fredrik Kessiakoff | Astana  | 7h06'39" |
| 2    | Mauro Santambrogio | BMC     | a 1'18"  |
| 3    | Leopold König      | NetApp  | a 1'25"  |

### 3ª tappa
- 5 luglio: Kitzbühel > Prägraten – 173,9 km

| Pos. | Corridore            | Squadra   | Tempo    |
| ---- | -------------------- | --------- | -------- |
| 1    | Jens Keukeleire      | Cofidis   | 4h17'08" |
| 2    | Daryl Impey          | NetApp    | s.t.     |
| 3    | Jonas Aaen Jörgensen | Saxo Bank | s.t.     |

| Pos. | Corridore          | Squadra | Tempo     |
| ---- | ------------------ | ------- | --------- |
| 1    | Fredrik Kessiakoff | Astana  | 11h23'47" |
| 2    | Mauro Santambrogio | BMC     | a 1'18"   |
| 3    | Leopold König      | NetApp  | a 1'25"   |

### 4ª tappa
- 6 luglio: Matrei in Osttirol > St. Johann/Alpendorf – 199,5 km

| Pos. | Corridore           | Squadra      | Tempo    |
| ---- | ------------------- | ------------ | -------- |
| 1    | Alexandre Geniez    | Skil-Shimano | 5h30'09" |
| 2    | Johannes Fröhlinger | Skil-Shimano | a 15"    |
| 3    | Alexandr Pliuschin  | Katusha Team | a 36"    |

| Pos. | Corridore          | Squadra | Tempo     |
| ---- | ------------------ | ------- | --------- |
| 1    | Fredrik Kessiakoff | Astana  | 16h54'37" |
| 2    | Mauro Santambrogio | BMC     | a 1'18"   |
| 3    | Leopold König      | NetApp  | a 1'26"   |

### 5ª tappa
- 7 luglio: St. Johann/Alpendorf > Schladming – 157,2 km

| Pos. | Corridore      | Squadra      | Tempo    |
| ---- | -------------- | ------------ | -------- |
| 1    | Ian Stannard   | Sky          | 3h33'50" |
| 2    | Gatis Smukulis | HTC-Highroad | s.t.     |
| 3    | Stefan Denifl  | Leopard-Trek | s.t.     |

| Pos. | Corridore          | Squadra | Tempo     |
| ---- | ------------------ | ------- | --------- |
| 1    | Fredrik Kessiakoff | Astana  | 20h29'16" |
| 2    | Mauro Santambrogio | BMC     | a 1'18"   |
| 3    | Leopold König      | NetApp  | a 1'26"   |

### 6ª tappa
- 8 luglio: Hainburg an der Donau > Bruck an der Leitha – 155 km

| Pos. | Corridore         | Squadra      | Tempo    |
| ---- | ----------------- | ------------ | -------- |
| 1    | Greg Van Avermaet | BMC          | 3h19'11" |
| 2    | Matthew Brammeier | HTC-Highroad | s.t.     |
| 3    | Daniele Bennati   | Leopard-Trek | s.t.     |

| Pos. | Corridore          | Squadra | Tempo     |
| ---- | ------------------ | ------- | --------- |
| 1    | Fredrik Kessiakoff | Astana  | 23h48'33" |
| 2    | Mauro Santambrogio | BMC     | a 1'18"   |
| 3    | Leopold König      | NetApp  | a 1'26"   |

### 7ª tappa
- 9 luglio: Podersdorf am See > Podersdorf am See (cron. individuale) – 30,1 km

| Pos. | Corridore       | Squadra      | Tempo  |
| ---- | --------------- | ------------ | ------ |
| 1    | Bert Grabsch    | HTC-Highroad | 34'36" |
| 2    | Jesse Sergent   | RadioShack   | a 23"  |
| 3    | Patrick Gretsch | HTC-Highroad | a 33"  |

| Pos. | Corridore          | Squadra  | Tempo     |
| ---- | ------------------ | -------- | --------- |
| 1    | Fredrik Kessiakoff | Astana   | 24h24'05" |
| 2    | Leopold König      | NetApp   | a 2'28"   |
| 3    | Carlos Sastre      | Geox-TMC | a 3'05"   |

### 8ª tappa
- 10 luglio: Podersdorf am See > Vienna – 122,8 km

| Pos. | Corridore       | Squadra      | Tempo    |
| ---- | --------------- | ------------ | -------- |
| 1    | Daniele Bennati | Leopard-Trek | 2h35'21" |
| 2    | Martin Velits   | HTC-Highroad | s.t.     |
| 3    | Roger Kluge     | Skil-Shimano | s.t.     |

| Pos. | Corridore          | Squadra  | Tempo     |
| ---- | ------------------ | -------- | --------- |
| 1    | Fredrik Kessiakoff | Astana   | 26h59'26" |
| 2    | Leopold König      | NetApp   | a 2'28"   |
| 3    | Carlos Sastre      | Geox-TMC | a 3'05"   |

## Classifiche finali

### Classifica generale
| Pos. | Corridore          | Squadra           | Tempo     |
| ---- | ------------------ | ----------------- | --------- |
| 1    | Fredrik Kessiakoff | Astana Pro Team   | 26h59'26" |
| 2    | Leopold König      | Team NetApp       | a 2'28"   |
| 3    | Carlos Sastre      | Geox-TMC          | a 3'05"   |
| 4    | Thomas Rohregger   | Team Leopard-Trek | a 3'59"   |
| 5    | Denis Menchov      | Geox-TMC          | a 4'02"   |
| 6    | Mauro Santambrogio | BMC Racing Team   | a 4'34"   |
| 7    | Morris Possoni     | Sky Procycling    | a 4'36"   |
| 8    | Jan Bárta          | Team NetApp       | a 4'46"   |
| 9    | Geoffroy Lequatre  | Team RadioShack   | a 4'59"   |
| 10   | Andrej Mizurov     | Astana Pro Team   | a 5'09"   |